# 朱红灯
朱红灯（—1899年），山东泗水人，清朝末年义和团首领之一。自称是明朝皇族後裔。光绪二十五年（1899年）春在山东长清、茌平、平原一带率领义和团反对外国基督教会。10月率众达平原冈子李庄，击败知县蒋楷，又于森罗殿重创清军。后于茌平率众烧张庄教堂。同年12月24日，被山东巡抚毓贤擒獲，被杀于历城。

## 年號
林增平《中國近代史》、申仲銘《民國會門武裝》以及來新夏《論中國歷史上的年號》均稱朱紅燈建立年號「天龍」，但根據蔣楷《平原拳匪紀事》記載，「天龍」是朱紅燈的稱號。